# Amnirana albolabris
Amnirana albolabris é uma espécie de anfíbio da família Ranidae.
Pode ser encontrada nos seguintes países: Angola, Camarões, República Centro-Africana, República do Congo, República Democrática do Congo, Costa do Marfim, Guiné Equatorial, Gabão, Gana, Guiné, Quénia, Libéria, Nigéria, Serra Leoa, Tanzânia, Togo, Uganda, possivelmente Burundi e possivelmente em Ruanda.
Os seus habitats naturais são: florestas subtropicais ou tropicais húmidas de baixa altitude, regiões subtropicais ou tropicais húmidas de alta altitude, rios, pântanos, marismas de água doce, marismas intermitentes de água doce, jardins rurais, florestas secundárias altamente degradadas e lagoas.